# Nada Kraigher
Nada Kraigher, slovenska mladinska pisateljica, prevajalka, politična aktivistka (NOB), * 29. januar 1911, Trst, † 29. februar 2000, Ljubljana.

## Življenjepis
Nado Kraigher je zanimal študij kemije, a ker je bil študij predrag, se je vpisala na romanistiko na filozofsko fakulteto, ki je bila najcenejša. Že med študijem se je poročila z akademskim slikarjem Nikolajem Pirnatom, a se je že čez nekaj let sporazumno ločila od njega. Njun sin je bil kipar Janez Pirnat. Po drugi svetovni vojni se je vpisala na ekonomsko in pravno fakulteto, na prvi je diplomirala leta 1952, na drugi pa leta 1955. Med letoma 1956 in 1977 je bila upravnica jugoslovanske avtorske agencije v Ljubljani.

## Literarno ustvarjanje
V pripovedništvu, v katero je vpletala avtobiografske prvine, je obdelovala čas druge svetovne vojne (Pet temnih svetlih let, 1963), tematiko ženske in družine (Začarani krog, 1965; Maja, 1971) in vprašanje duhovnega sveta (Terminus, 1973; Jaja veva, 1976). Napisala je avtobiografski roman Onkraj groba (1955) in več mladinskih del. 
Prevajala je iz angleškega, italijanskega in ruskega jezika (L.S. Woolf, G. Nogara, M.S. Kolesnikov, J.G. Olšanski). 
Pisateljica je dlje časa v reviji Otrok in družina objavljala povesti, ki so imele k staršem usmerjeno didaktično ost. Hotela je opozoriti na odgovornost, ki jo nalaga sodobna vzgoja.
Problemi, ki so jo najbolj vznemirjali in pritegnili, da jih je literarno obdelala:
- partizanstvo kot avtentična oblika človečnosti v boju proti nasilju;
- položaj ženske v družbi;
- razmerje staršev in (v širšem smislu) družbe do otrok.

## Delo

### Proza
- Začarani krog, Ljubljana, Mladinska knjiga 1965
- Moj Lonja, Ljubljana, Mladinska knjiga 1967 (Levstikov hram)
- Dokler živimo, Maribor, Obzorja 1969
- Maja, Roman. Ljubljana, Prešernova družba 1971
- Terminus, Ljubljana, Slovenska matica 1973
- Jaja veva, Ljubljana, Cankarjeva založba 1976

### Za mladino
- Nina na Ceylonu, Potopis za otroke. Ljubljana, Mladinska knjiga 1965
- Moj sin v Kirgiziji, Ljubljana, Mladinska knjiga 1971 (Knjižnica Sinjega galeba)
- Akcija, Ljubljana, Partizanska knjiga 1977 (Lastovke)

### Publicistika
- Jugoslovanska avtorska agencija se vam predstavlja, Ljubljana, Jugoslovanska avtorska agencija 1966
- Pet temnih svetlih let, Ljubljana, Partizanska knjiga 1975. ( Rdeči atom )